# Propuštěnec
Propuštěnec byl původně otrok, kterého ve starověkém Římě jeho pán propustil na svobodu, a tím mu daroval nejen svobodu, ale i právní osobnost. Ta však byla ve veřejné sféře částečně omezená, přesto šlo o římské občany, kteří pouze např. nemohli nabýt magistratury nebo se stát členem senátu. Propuštěnec měl navíc k bývalému pánovi i nadále určité povinnosti. Z právního hlediska přestal být věcí, ale začal být nazýván libertinus (ve vztahu k bývalému pánovi libertus), na rozdíl tedy od „ingenuus“, termínu pro člověka, který se už jako svobodný narodil.

## Manumisse
Propuštění na svobodu se provádělo formálním způsobem, manumissí (manumissio od „manus“, ruka, a „mittere“, pustit). Ta mohla proběhnout několikerým způsobem:
- pomocí hůlky (per vindictam) – manumisse spočívala ve fiktivním soudním procesu, kdy se některý svobodný římský občan zvláštní hůlkou dotkl otroka a prohlásil jej za svobodného, otrokův pán nic nenamítl a praetor následně toto právní jednání slavnostně potvrdil; za císařství tato forma začala vycházet z užívání
- zápisem do seznamu svobodných občanů (per censum) – týkalo se pouze mužských otroků, zápis prováděl censor a počátkem císařství se také přestalo používat
- závětí (testamento) – oblíbený způsob, kdy svobodu dával zůstavitel pro případ své smrti, přičemž k jejímu skutečnému nabytí mohl danému otroku stanovit i nějakou další podmínku; protože tím ale byli zkracováni dědici, došlo v roce 2 př. n. l. zákonem lex Fufia Caninia k omezení počtu otroků, kteří mohli být takto svým pánem propuštěni
- před shromážděnou obcí věřících (in ecclesia) – začala se používat až od Konstantina I., prováděla se obvykle v kostele

Kromě těchto způsobů mohl být otrok propuštěn na svobodu i tzv. před přáteli (inter amicos), kteří následně mohli propuštění dosvědčit, nebo dopisem (per epistolam), jímž se propuštěnec mohl prokázat. Podle přísného ius civile šlo ale o neplatné způsoby manumisse, otrok zůstával otrokem. Praetor ve své praxi nicméně začal takové propuštěnce chránit, až roku 19 př. n. l. došlo zákonem lex Iunia Norbana k jejich uznání, byť jejich postavení bylo slabší než u klasických propuštěnců, rovnalo se postavení Latinů (podle nich byli také pojmenováni Latini Iuniani). Ke zrovnoprávnění všech propuštěnců došlo až justiniánskou kodifikací.

## Patron
Bývalý pán otroka se manumissí stal jeho patronem, měl vůči němu zvláštní moc (ius patronatus). Propuštěnec mu musel zachovávat věrnost a úctu, nemohl jej bez souhlasu praetora žalovat a obvykle mu přislíbil i určité pracovní povinnosti (operae), které byly soudně vynutitelné. Patron měl po propuštěnci i intestátní dědické právo. Nevěrnost nebo neúcta dávala patronovi právo propuštěnce opětovně zotročit (revocare in servitutem). Stejná práva jako patron měli i jeho potomci, naopak potomci propuštěnce již byli těchto povinností zproštěni a jejich potomci měli i plná politická práva, ve třetí generaci už tedy šlo o zcela svobodné občany.